# Héctor Morales
Héctor Aníbal Morales Altamirano (Quito, 15 luglio 1944 – Quito, 23 settembre 1993) è stato un calciatore e allenatore di calcio ecuadoriano. È stato assassinato nel 1993 a Quito.

## Carriera

### Club
Giocò per LDU Quito, Emelec, El Nacional, Deportivo Quito e Universidad Católica; nel 1973 terminò la carriera da giocatore e iniziò ad allenare.

### Allenatore
Nel 1973 guidò l'El Nacional, squadra in cui aveva da poco terminato la carriera da giocatore e con la quale vincerà tre campionati nazionali, venendo però rilevato dal brasiliano Otto Vieira, mentre un altro titolo lo vinse col Barcelona nel  1982. Allenò prevalentemente in Ecuador, guidando anche la Nazionale di calcio ecuadoriana nel 1981, sostituendo Ernesto Guerra.

## Palmarès

### Giocatore

#### Competizioni nazionali
- Campionato ecuadoriano: 1

El Nacional: 1973

### Allenatore

#### Competizioni nazionali
- Campionato ecuadoriano: 4

El Nacional: 1973, 1977, 1978
Barcelona SC: 1981